# Louis Cartier
Louis Joseph Cartier (Parigi, 6 giugno 1875 – Parigi, 23 luglio 1942) è stato un imprenditore, gioielliere e orologiaio francese, fondatore della Cartier, una delle più grandi produttrici di orologi al mondo.

## Biografia
Figlio di Alfred Cartier e nipote di Louis (l'apprendista gemmologo della bottega di Picard, che apre il primo negozio ad insegna Cartier a Parigi). Louis era un appassionato di orologi da tasca e desiderava creare una sua linea. Louis Cartier ebbe il merito di rendere popolare l’orologio da polso a scapito dell'orologio da taschino.
Louis Cartier fu l'anima della maison, un geniale innovatore che seppe circondarsi dei migliori talenti nell'arte grafica e gioielliera.
Insieme ai fratelli Pierre e Alfred, pose le basi di Cartier Monde, fondando le filiali di Londra e New York.
Viaggiatore instancabile ed uomo di mondo, Louis coltivò relazioni con la Russia, l'India e la Cina, fonti di ispirazioni di alcune collezioni Cartier di grande successo.
Nel 1904, l'amico Alberto Santos-Dumont, pioniere dell'aviazione, domandò a Cartier di disegnargli un orologio che potesse utilizzare durante i voli. Dal momento che gli orologi da polso prodotti all'epoca non erano abbastanza pratici, Louis Cartier creò il "Santos", che fu anche il primo orologio da polso per uomo e che entrò in produzione nel 1911. Da quel momento Cartier inaugurò la linea di produzione di orologi da polso in Rue de la Paix, a Parigi, con il supporto tecnico dei Edmond Jaeger (Jaeger-LeCoultre) che forniva a Cartier i movimenti.